# Michaelskloster (Heidelberg)

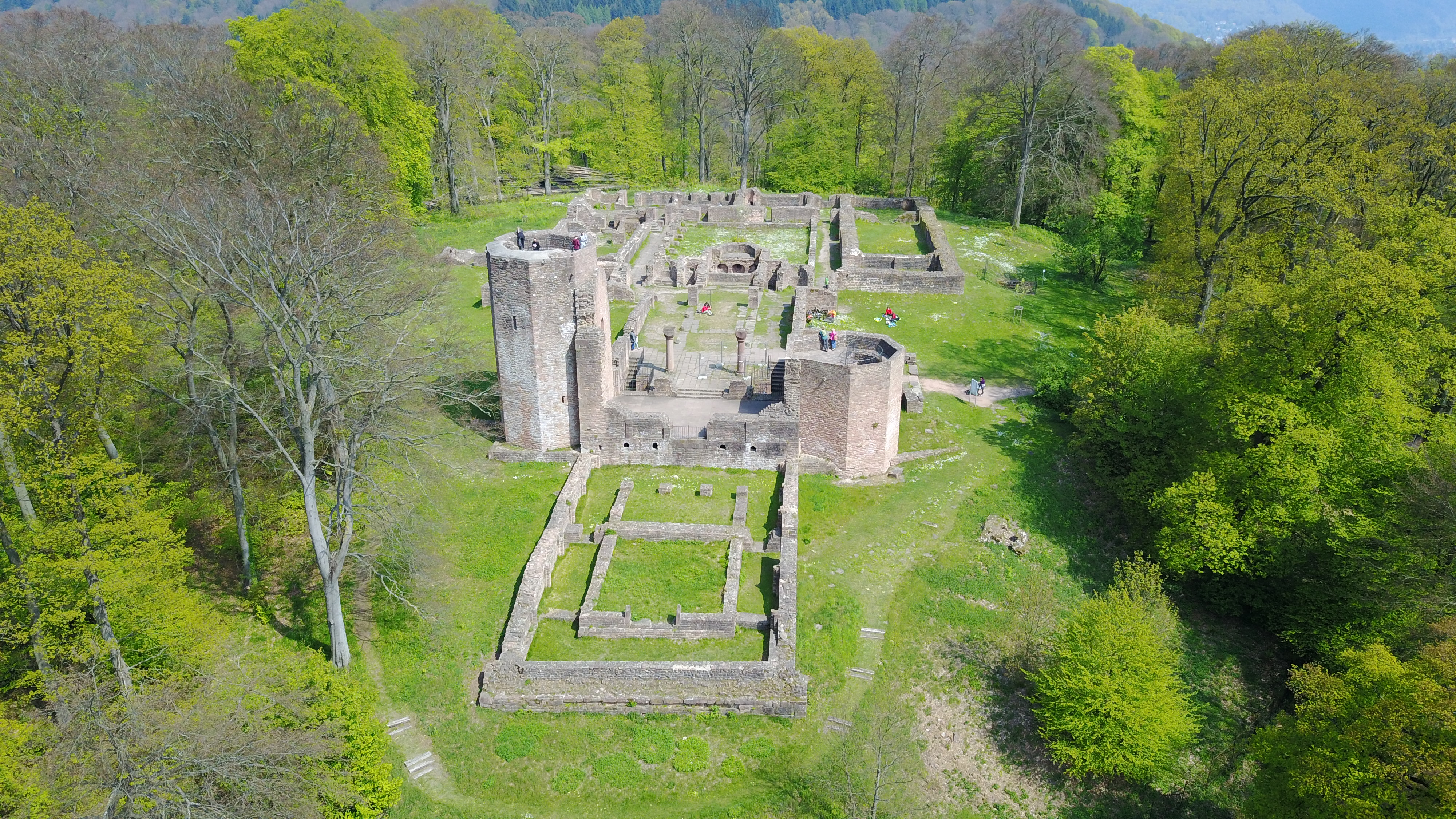
Luftaufnahme des Michaelsklosters von Westen

Das Michaelskloster auf dem Heidelberger Heiligenberg wurde als Filialkloster des Klosters Lorsch im 9. Jahrhundert an der Stelle einer alten Kultstätte gegründet. Von der im 16. Jahrhundert aufgegebenen Anlage sind Fundamentreste sowie zwei unterschiedlich hohe Türme erhalten.

## Geschichte

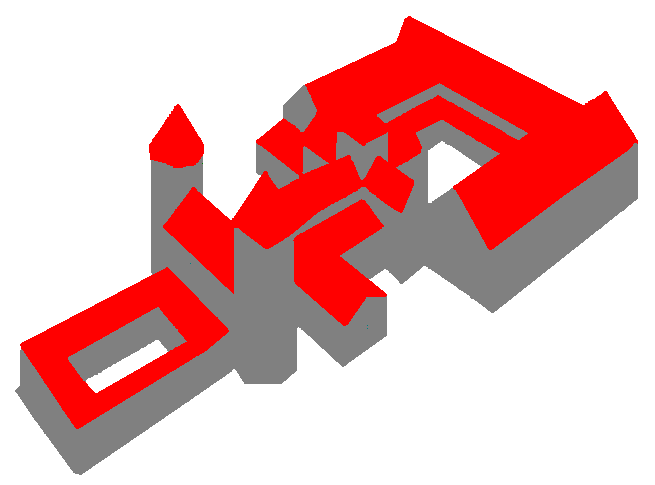
Rekonstruktion

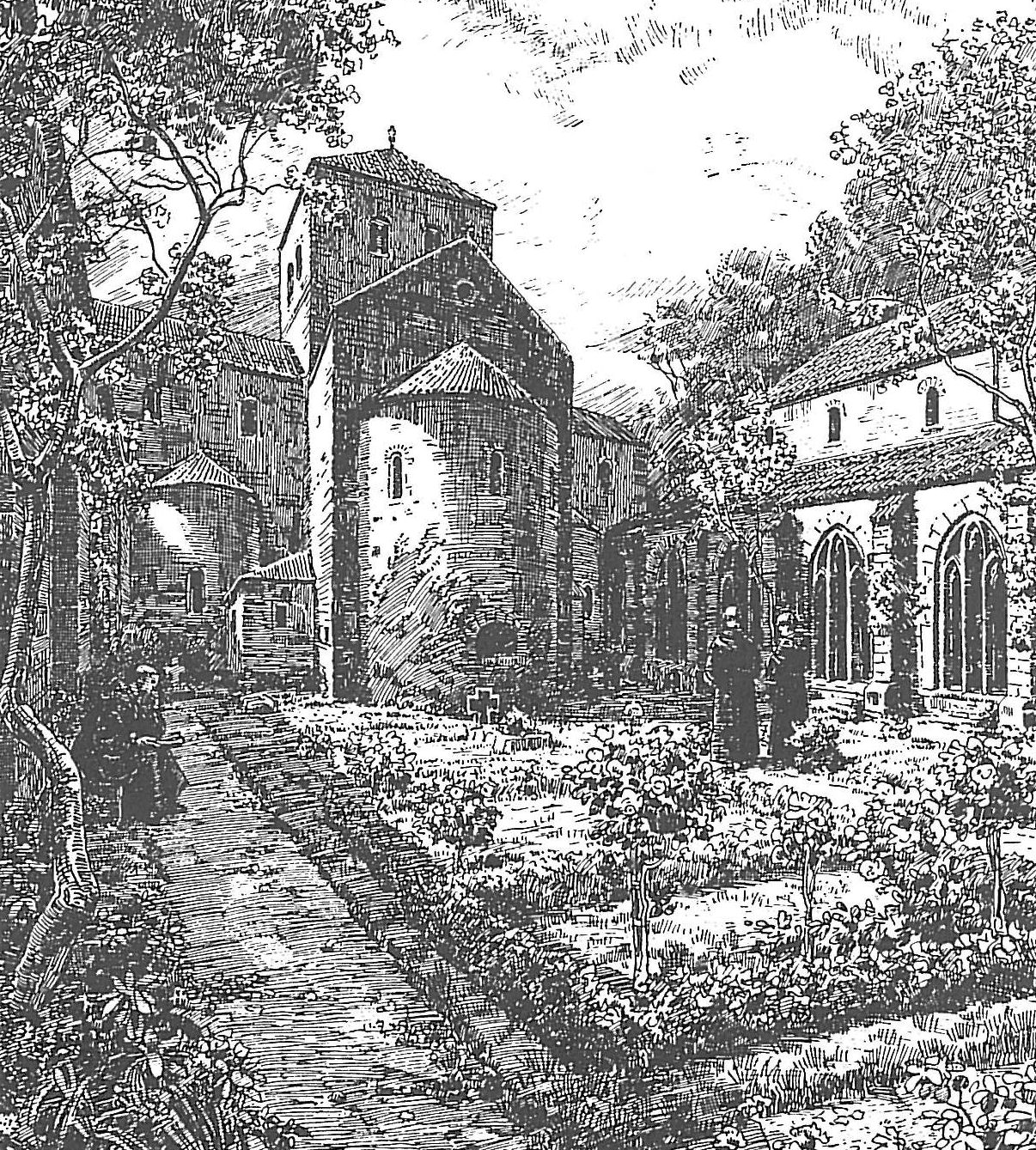
Künstlerische Interpretation des Klostergartens der Michaelsbasilika

Vorläuferbauten bestanden schon zur Zeit der Kelten. Das Areal bildet den höchsten Punkt innerhalb einer doppelten Ringwallanlage auf dem Heiligenberg. Nachweisbar ist eine römische Kultstätte unter der Basilikaruine, die nach einem gefundenen Weihestein dem Mercurius Cimbrianus zugewiesen wird. Der Grundriss des römischen Tempels mit Apsis im Norden ist mit Steinplatten im Boden des Kirchenschiffs markiert.
Schon im 7. Jahrhundert wurde die Kultstätte christlich verwendet, belegt durch Bestattungen aus merowingischer Zeit. Abt Thiotroch vom Benediktiner-Kloster Lorsch ließ sich die Kirche übereignen und baute sie aus. Zwar wird im Lorscher Codex für das Jahr 870 ein Klosterbau erwähnt, der ist aber archäologisch nicht nachweisbar und stellt möglicherweise eine Rückprojektion der späteren Klostergründung dar.
Erst im Jahr 1023 wurde das Kloster Sankt Michael und die Michaelsbasilika von Abt Reginbald, dem späteren Bischof von Speyer, unter Verwendung karolingischer Bauteile neu erbaut. Im Jahre 1070 wurde Abt Friedrich von Hirsau im Kloster beigesetzt (Grabplatte in der Krypta der Basilika). Somit wurde das Kloster zu einem Wallfahrtsort (nicht kanonisiert).
Zur Zeit des Klosterneubaus wurde auch eine Wasserleitung von einer Quelle auf dem Weißen Stein bis in die Nähe des Klosters errichtet, die den schwächer werdenden Bittersbrunnen als wichtigste Wasserquelle auf dem Heiligenberg ersetzte.
Im Jahre 1094 wurde von St. Michael aus auf der südlichen Kuppe das Stephanskloster gegründet. Hinterlassenschaften von gefallenen Teilnehmern des Ersten Kreuzzuges (1096–1099) finanzierten diesen Bau.
Mit der Übernahme des Lorscher Klosters durch den Erzbischof von Mainz 1226 endete die Benediktinerzeit. Nach einem kurzen Zwischenspiel der Zisterzienser siedelten Prämonstratenser aus dem Kloster Allerheiligen im Schwarzwald in den beiden Klöstern.

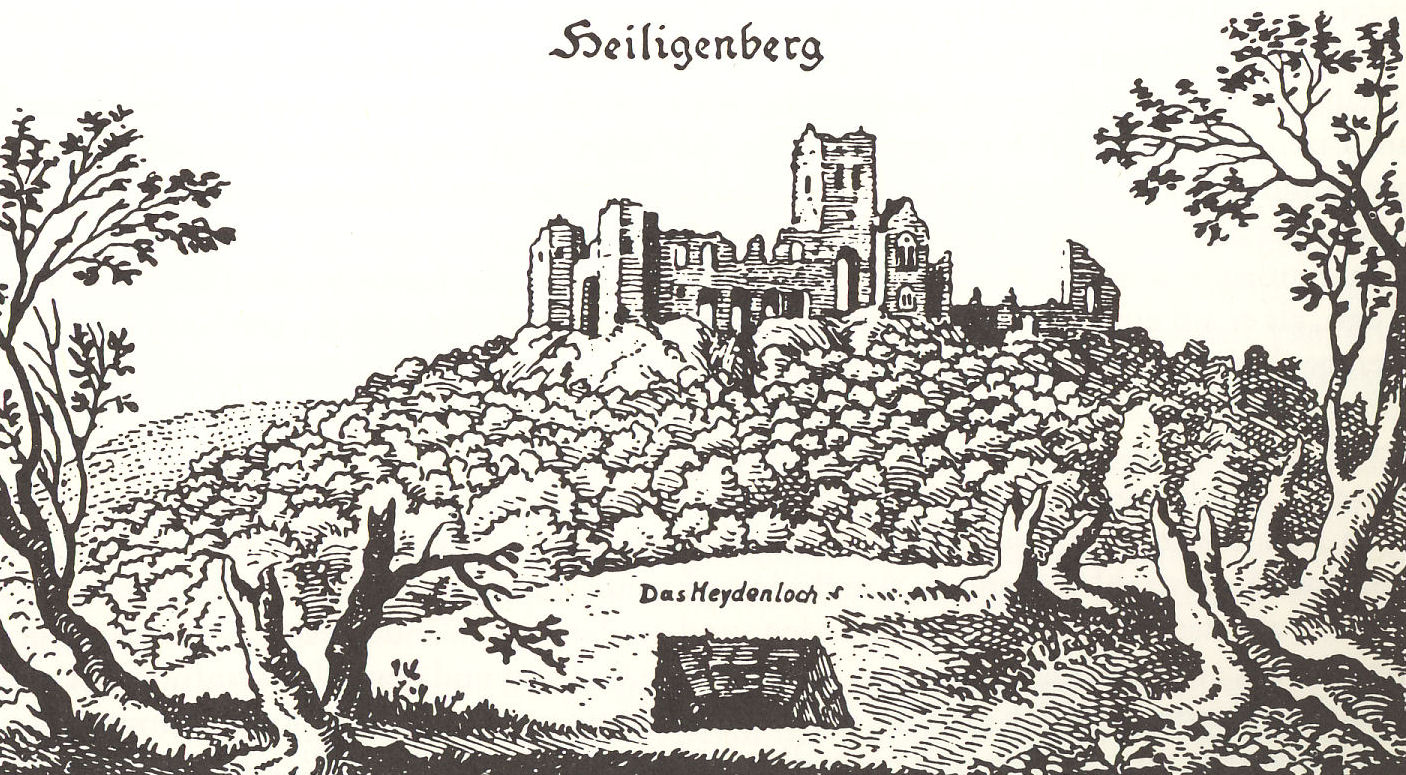
Ansicht des verlassenen Michaelsklosters im 17. Jahrhundert, Kupferstich von Matthäus Merian

Archäologisch sind Brandspuren, datiert in die Zeit der Auseinandersetzung der Kurpfalz mit Kurmainz, nachweisbar mit anschließendem Wiederaufbau. 1503 wird der Einsturz eines Glockenturms der Michaelsbasilika bezeugt, bei der drei Ordensleute in der Schlafkammer den Tod gefunden haben sollen. Dabei dürfte es sich allerdings nicht um den Hauptturm östlich der Kirche gehandelt haben, da dieser noch auf dem Kupferstich Matthäus Merians (publiziert 1654, die Vorlage dürfte auf die Jahre vor 1619 zurückgehen) detailreich abgebildet ist und auf einer Skizze im Kurpfälzischen Skizzenbuch (entstanden wohl noch im 16. Jahrhundert) sogar noch spitz zulaufendes Dach besitzt. Die Aufgabe des Klosters muss in der Folgezeit passiert sein, da das Kloster 1537 als verlassen galt.
Im Rahmen der Säkularisation wurde die Ruine der Universität Heidelberg übertragen, deren Senat 1589 beschloss, die Klöster abzureißen und die Steine zu verkaufen, um der Einsiedlung von „Gesindel“ in der Ruine entgegenzuwirken. Wie Matthäus Merians Stich zeigt, wurde dieser Beschluss vermutlich nur in geringem Umfang umgesetzt. Der heutige Ruinenzustand ist auf die umwohnenden Bauern besonders aus Handschuhsheim zurückzuführen, die die Ruinen als Steinbruch benutzten.
Die beiden Türme im westlichen Teil der Anlage können als Aussichtsturm bestiegen werden, wobei nur der Nordwest-Turm wegen seiner größeren Höhe von etwa 14 Metern Aussicht ins Rheintal bietet.

Bilder des Michaelskloster auf dem Heiligenberg
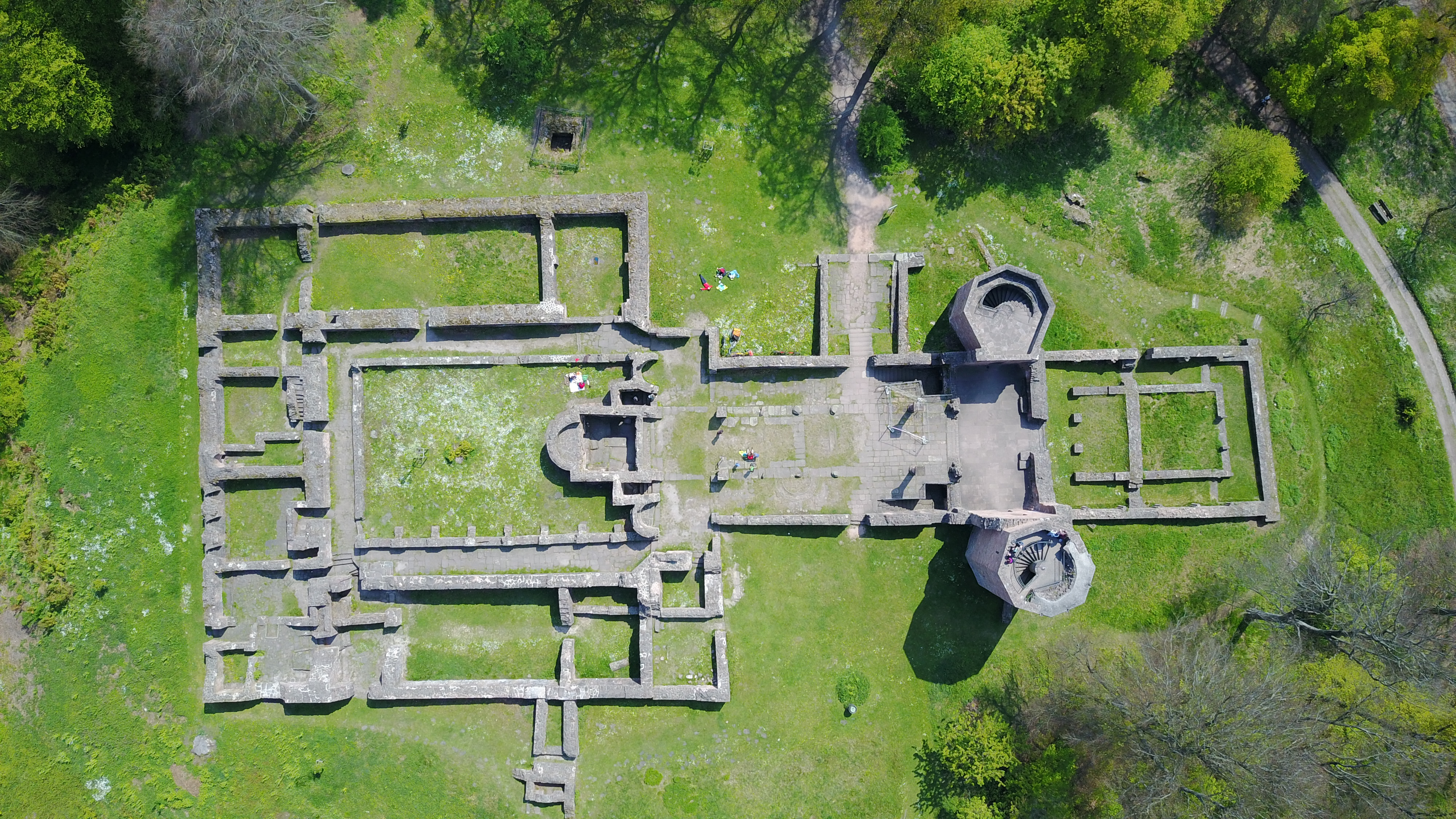
Luftaufnahme Michaelskloster von oben
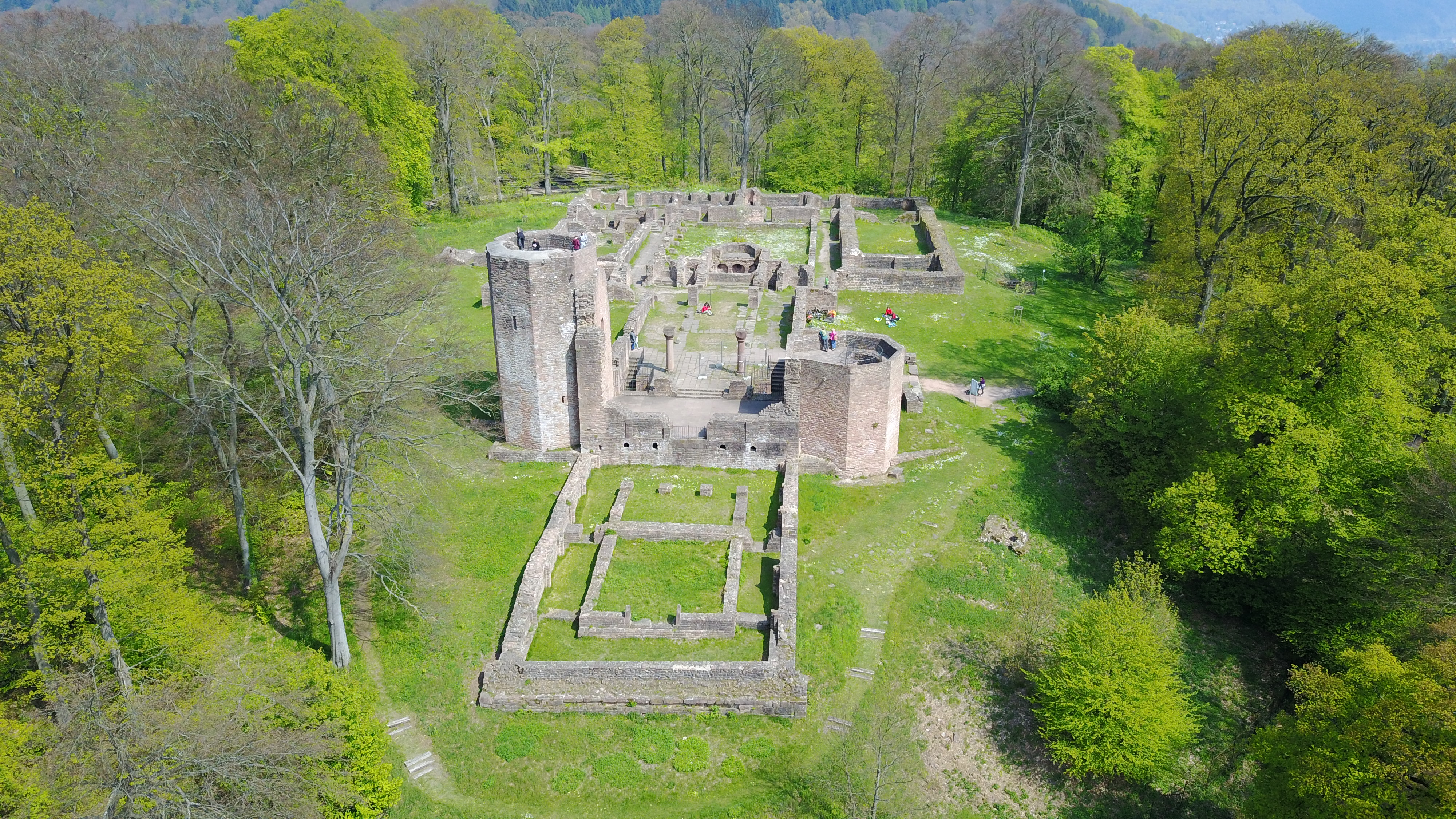
Luftaufnahme Michaelskloster von Westen
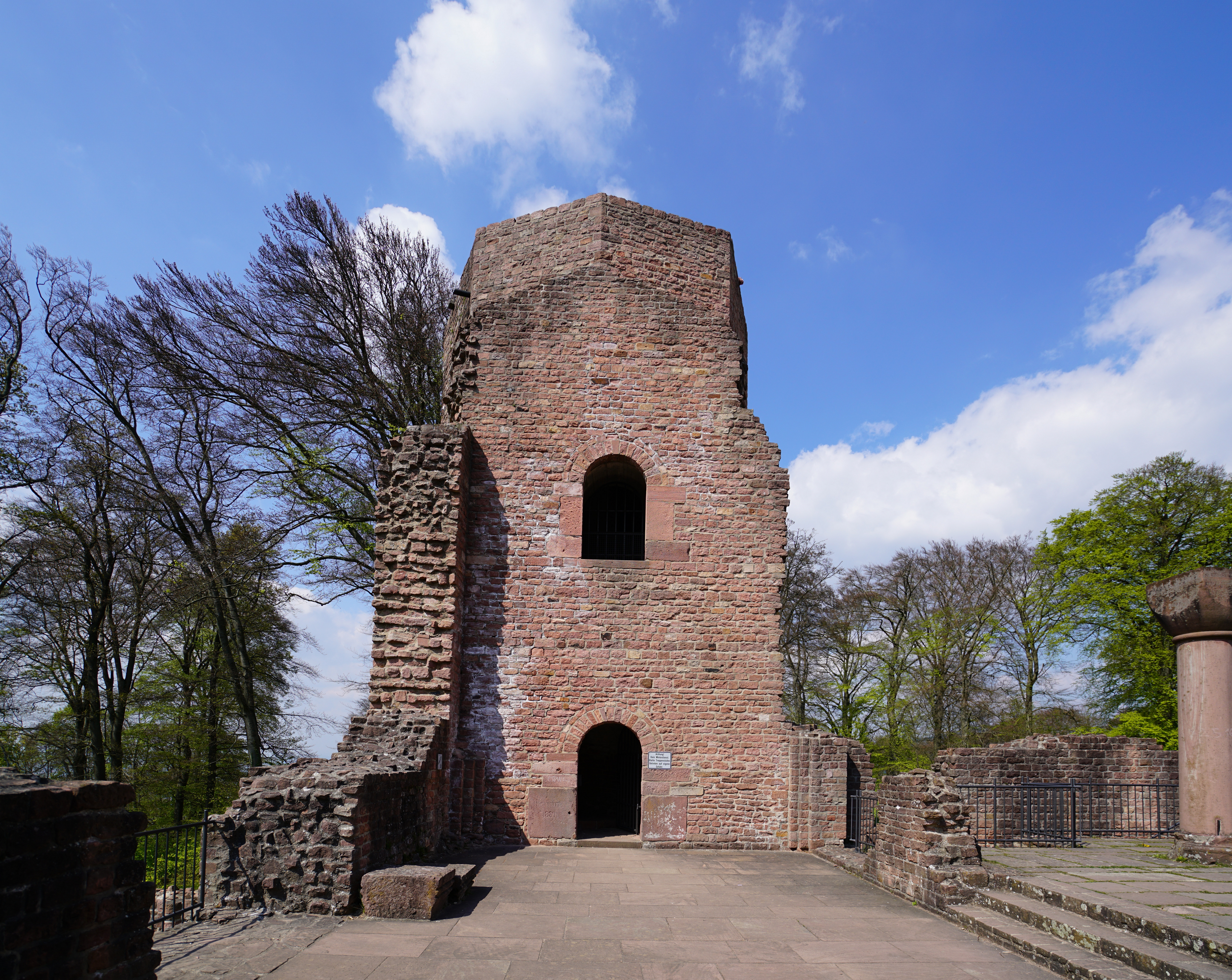
Besteigbarer Nord-Westturm
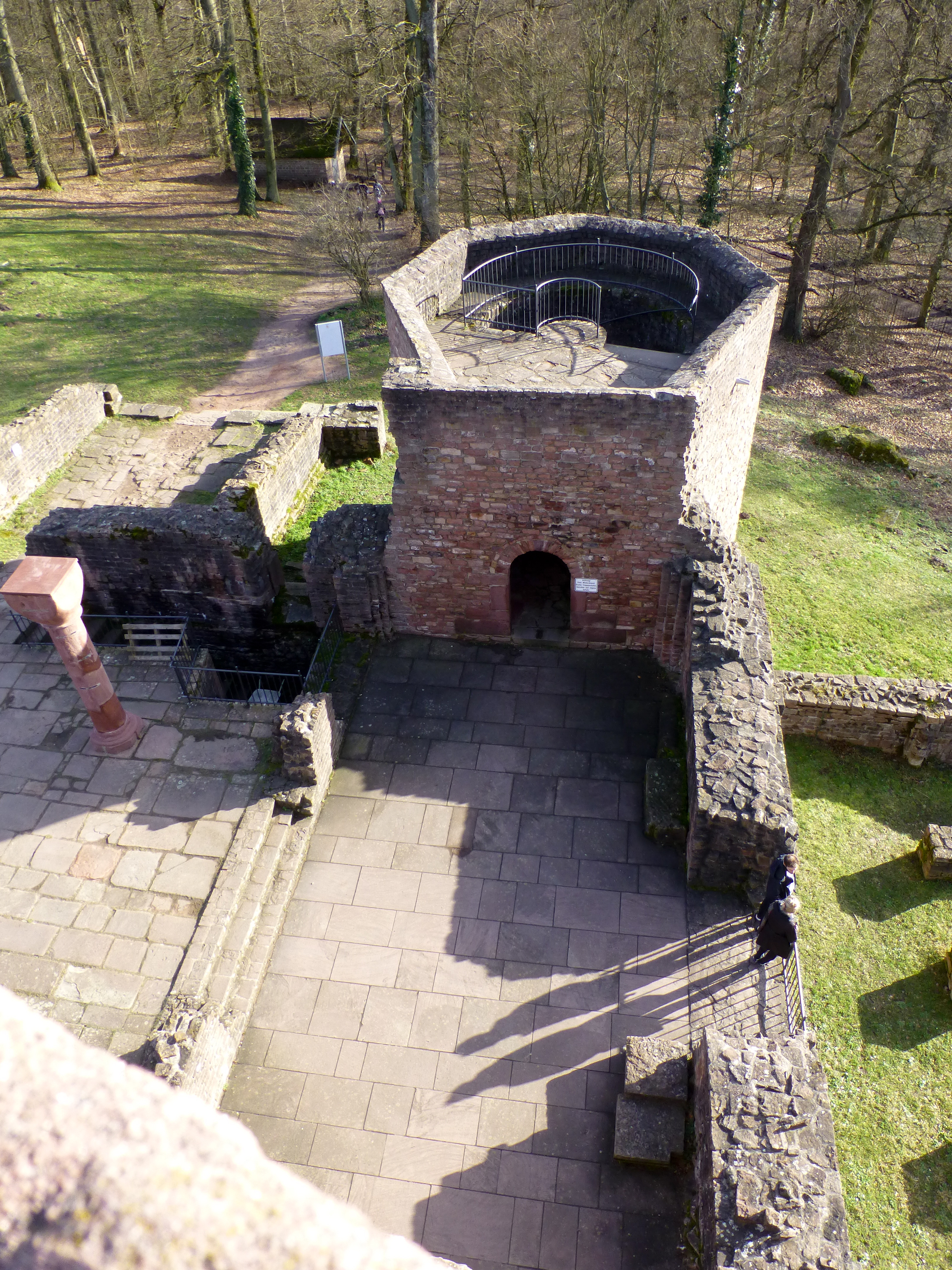
Besteigbarer Südwest-Turm
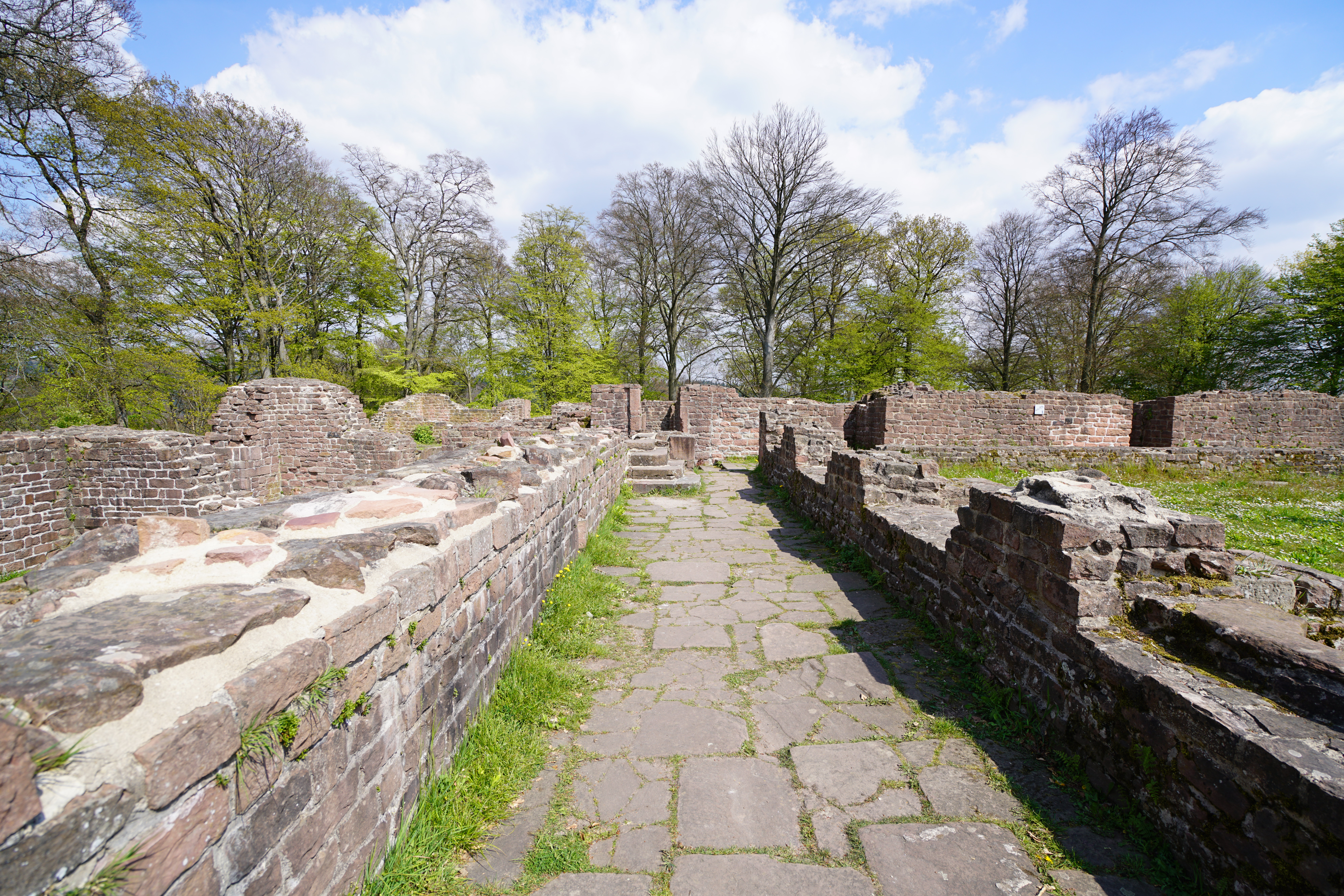
Nordflügel des Kreuzgangs
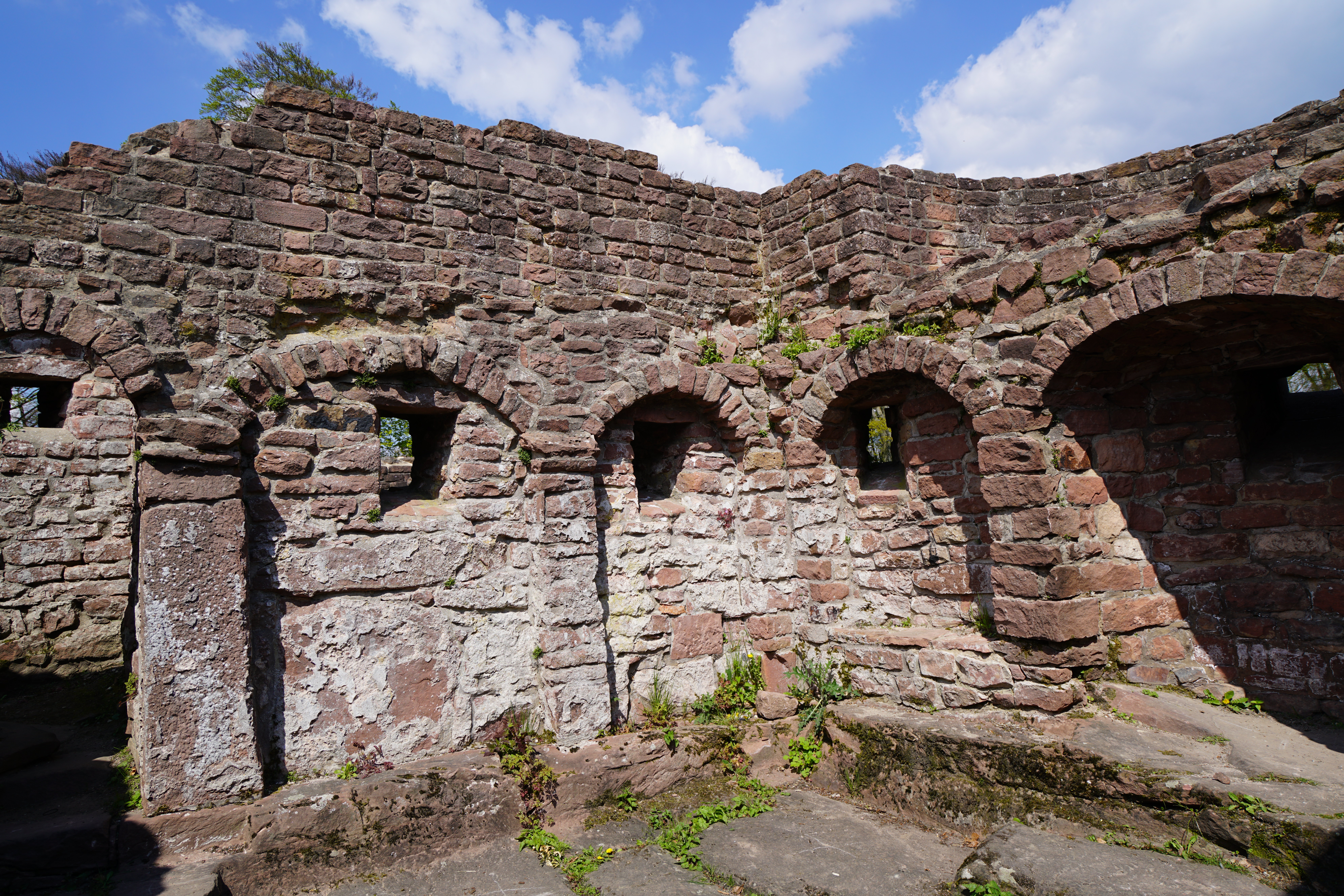
Ostkrypta